# Identificazione di una donna
Identificazione di una donna és una pel·lícula dramàtica italo-francesa del 1982 dirigida per Michelangelo Antonioni i protagonitzada per Tomás Milián, Daniela Silverio, i Christine Boisson. Va ser guardonada amb el Premi del 35è Aniversari al 35è Festival Internacional de Cinema de Canes de 1982.

## Argument
El director Niccolò, a la recerca d'un nou tema cinematogràfic i d'un rostre femení adequat, coneix la Maria Vittoria coneguda com Mavi, clienta de la seva germana ginecòloga, amb qui estableix una relació apassionada. Malauradament, la seva relació resulta fràgil. Al seu interès per ell s'oposa fortament dels amics de la dona, gent de classe alta, i en particular per un jove misteriós, que, després de demanar una cita en una gelateria, la històrica "Gelateria Fassi" a la Piazza Vittorio Emanuele II de Roma l'insta a posar fi a la relació.

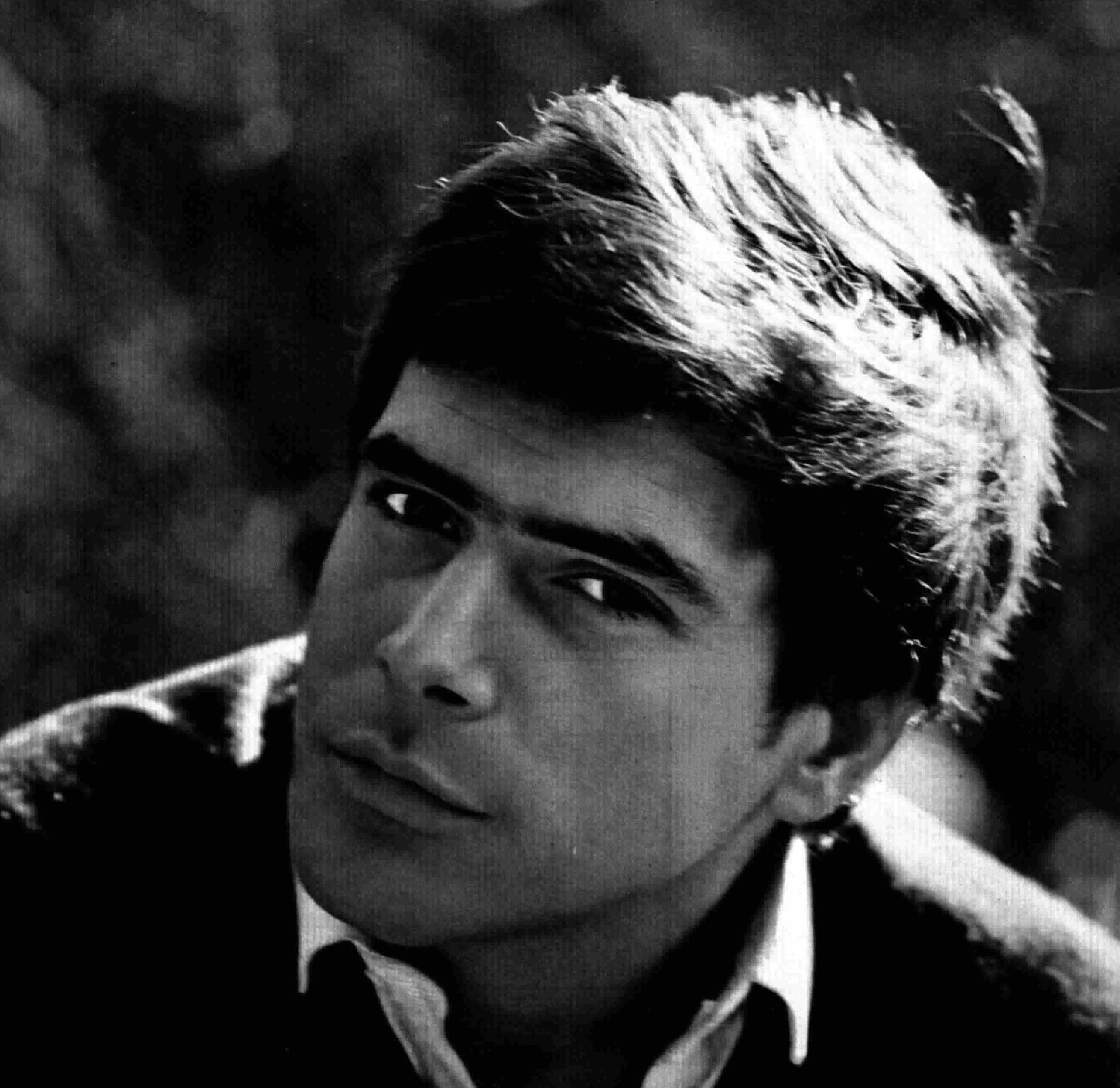
Tomás Milián és Niccolo

Niccolò suposa que podria haver estat enviat pel pare real de la Mavi, a qui ella mateixa sempre ha odiat i considerat com un simple amic de la família. En tornar a la ciutat després d'un viatge al camp, durant el qual Mavi acusa en Niccolò de no saber estimar-la, desapareix, perdent tot rastre d'ella. Uns dies després l'home rep la visita del seu nebot, el fill de la seva germana, que li proposa fer una pel·lícula de ciència-ficció.

## Repartiment
- Tomás Milián com a Niccolo
- Daniela Silverio com a Mavi
- Christine Boisson com a Ida
- Lara Wendel com a Noia a la piscina
- Veronica Lazar com a Carla
- Enrica Antonioni com a Nadia
- Sandra Monteleoni com a germana de Mavi
- Marcel Bozzuffi com a Mario
- Gianpaolo Saccarola com El goril·la
- Arianna De Rosa com a amiga de la Mavi
- Dado Ruspoli com el pare de la Mavi
- Carlos Alberto Valles com a home de primer pla
- Sergio Tardioli com a carnisser
- Itaco Nardulli com a Lucio
- Paola Dominguín com a Noia a la finestra

## Banda sonora
Antonioni va triar peces de músics d'avantguarda com John Foxx, Japan i Tangerine Dream, amb la peça de cloenda del seu treball Tangram (1980) acompanyant l'epíleg i els crèdits finals. Hi ha dues cançons de Gianna Nannini, per a les quals Antonioni dirigirà el videoclip de l'èxit Fotoromanza el 1984. Fausto Cigliano apareix a la guitarra clàssica en una escena. També es pot escoltar la peça Soavesito de Henghel Gualdi i Massimo Casadei, que Antonioni va voler interpretar amb un cor infantil.

## Recepció
Les reaccions crítiques inicials a la pel·lícula es van barrejar. Per al crític alemany Hans-Christoph Blumenberg (Die Zeit), Identificazione di una donna semblava que hagués estat produït per la indústria de béns de consum d'Itàlia pel gust sofisticat: "tan cool, tan chic, tan car".
A la seva ressenya de 1982 per al New York Times, Vincent Canby va qualificar la pel·lícula com "una obra insoportablement buida" i "bella i trista, pràcticament una paròdia de la gran L'avventura del director i d'algunes de les seves altres pel·lícules anteriors."
En un assaig d'octubre de 2011 publicat per acompanyar el llançament d'una edició de The Criterion Collection, el crític John Powers va assenyalar que la pel·lícula s'havia fet quan Antonioni s'acostava als anys setanta: "Aquesta és una d'aquelles pel·lícules crepusculars, penseu que Rio Bravo o Sanma no aji en què un director envellit s'hi mostra més relaxat i genial que en la seva obra més afinada. Lluny de fer una declaració important sobre la condició humana, cosa que Antonioni mai es mostra tímid de fer, Identificazione di una donna ve tenyida de modèstia i ironia. El seu primer llargmetratge ambientat a Itàlia des de Il deserto rosso (1964) el troba prenent una mesura provisional de com el món modern ha anat canviant al seu voltant."